# Zuckertang

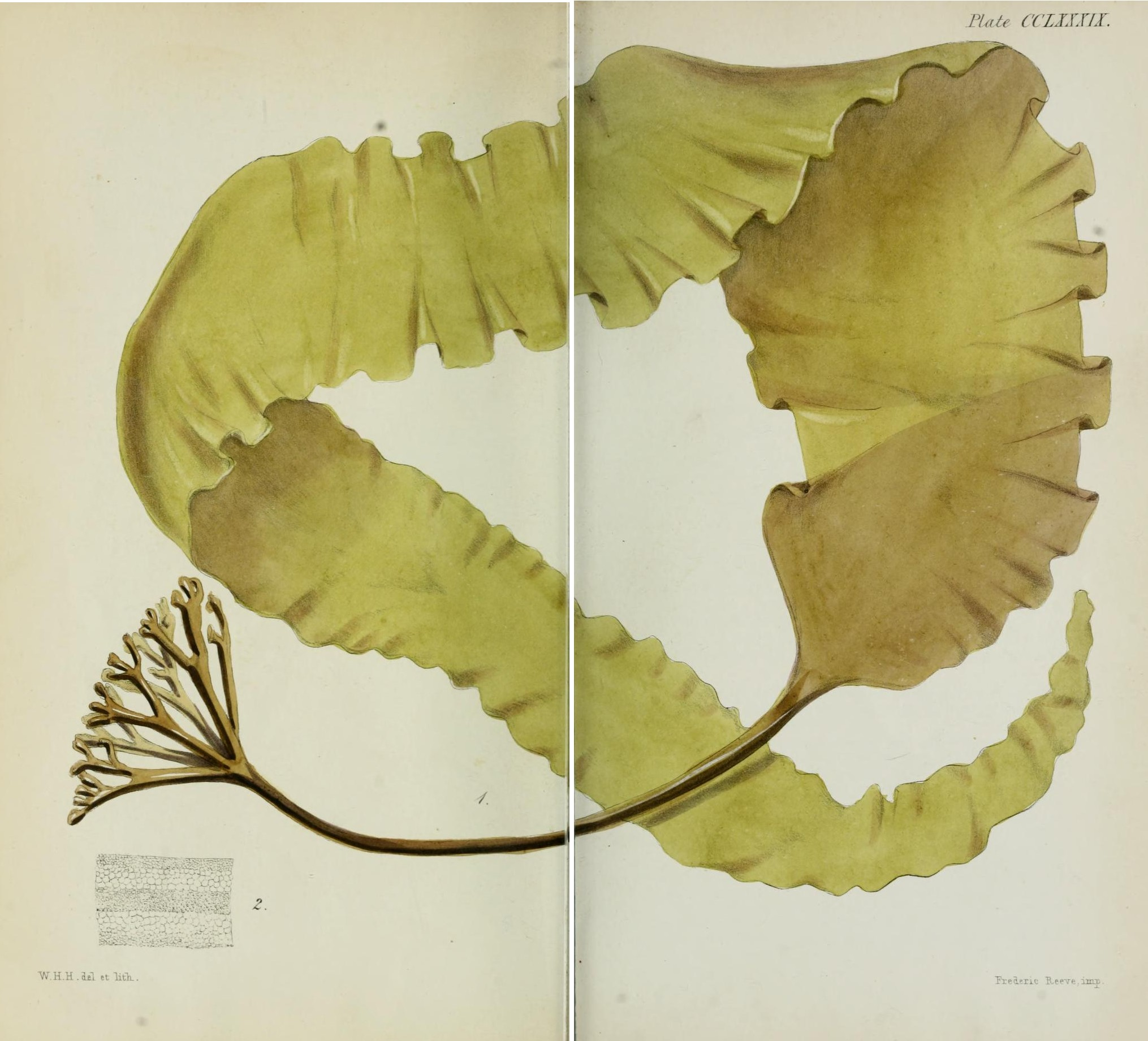
Illustration des Zuckertangs

Der Zuckertang (Saccharina latissima, frühere Bezeichnung: Laminaria saccharina) ist eine Braunalgenart aus der Gattung der Saccharina in der Ordnung der Laminariales.

## Beschreibung
Der Tang ist mit einem kräftigen krallenartigen Haftorgan (Rhizoid) an festem Substrat befestigt. Auf einem dünnen, relativ kurzen Stiel (Cauloid) sitzt das blattartige, gelbbraune Phylloid. Dieses ist bandförmig und am Rand stark gewellt. Der gesamte Thallus kann 2 bis 4 Meter lang werden.

## Vorkommen
Das Verbreitungsgebiet des Zuckertangs umfasst die felsigen Meeresküsten der kühl-gemäßigten Zonen von Europa, Asien und Amerika (circumboreale Verbreitung). In Europa kommt er vom Nordatlantik bis zur Ostsee und dem westlichen Mittelmeer vor. Er bildet zusammen mit Laminaria-Arten Tangwälder im Sublitoral unterhalb der Niedrigwasserlinie. Bei Helgoland wächst der Zuckertang in einer Meerestiefe von 0 bis etwa 10 Metern unter Seekartennull. In der westlichen Ostsee kommt er in Wassertiefen von bis zu 20 m vor. In den letzten Jahren ist an den europäischen Küsten eine Abnahme dieser wichtigen Braunalgenart beobachtet worden. Die Gründe hierfür werden hauptsächlich in der Überdüngung (Eutrophierung) vermutet.

## Systematik
Die Erstbeschreibung des Zuckertangs erfolgte 1753 durch Carl von Linné unter dem Namen Ulva latissima L.. J. V. Lamouroux stellte ihn 1813 in die Gattung Laminaria als Laminaria saccharina (L.) J. V. Lamouroux, in der Literatur wird er teilweise noch immer unter diesem Namen geführt. Der Zuckertang wurde 2006 zusammen mit einer Reihe weiterer Arten (darunter alle für Kombu verwendeten) von Christopher E. Lane, Charlene Mayes, Louis D. Druehl & Gary W. Saunders in die Gattung Saccharina gestellt. In diese Gattung hatte ihn John Stackhouse schon 1809 als die zwei Arten Saccharina plana und Saccharina bullata eingeordnet.

## Verwendung

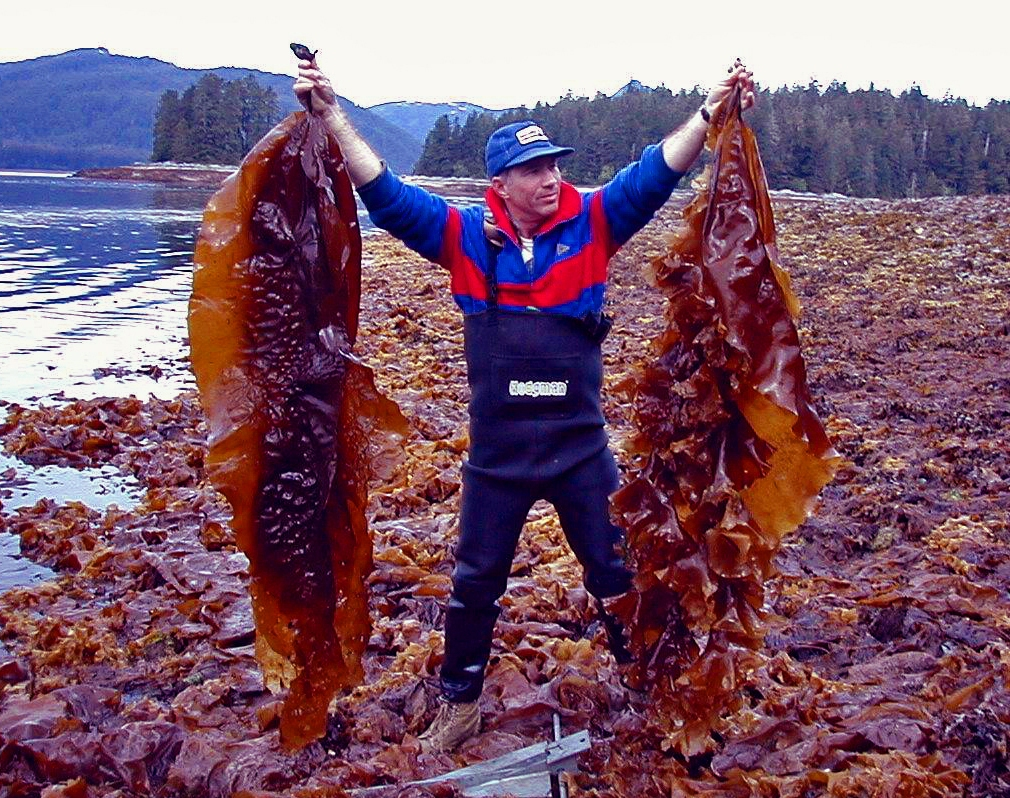
Zuckertang in Alaska

Der Zuckertang ist essbar. Er enthält Zuckerstoffe, die ihn leicht süß schmecken lassen. Er wird in Irland in geringem Umfang für Kombu geerntet. Der Zuckertang gilt als gesundes Nahrungsmittel, da er einen hohen Proteingehalt von bis zu 15 % und einen geringen Fettanteil von weniger als 5 % besitzt. Eine regionale Form im Nordpazifik wird in Japan als Karafuto-kombu („Sachalin-Kombu“) gegessen.
Henkel verwendet eigenen Angaben zufolge die Zuckeralge in Shampoos. Die Zuckeralge wird als "Anti-Ox Alge" unter der Marke Schwarzkopf vermarktet und angeblich an der deutschen Ostseeküste angebaut.